# Campoplex granditor
Campoplex granditor là một loài tò vò trong họ Ichneumonidae.